# Stefano Barberi
Pour les articles homonymes, voir Barberi.
Stefano Barberi est un coureur cycliste brésilien né le 27 mars 1984 à São Paulo au Brésil. Il a été membre de l'équipe Toyota-United jusqu'en 2007. Il est passé professionnel en 2005 dans l'équipe TIAA-CREF avant de courir en 2010 dans la formation Kenda-Gear Grinder.

## Palmarès
- 2004
  - Critérium de l'État de Floride
- 2008
  - 3e du Tour de Pennsylvanie
- 2011
  - 3e de la Mount Hood Cycling Classic
- 2012
  - 2e étape du Tour de Murrieta
- 2013
  - Vlees Huis Ronde Road Race
- 2014
  - Vlees Huis Ronde Road Race
  - 2e étape de la Killington Stage Race
  - 2e de la Killington Stage Race
- 2015
  - 2e étape du Nature Valley Grand Prix

## Classements mondiaux
| Année            | 2005 | 2006 | 2007 | 2008 |
| ---------------- | ---- | ---- | ---- | ---- |
| UCI America Tour | 300e |      |      | 168e |